# ヴィテゲ
ヴィテゲ（Wudga、Wudga、Widia、Witege、Vidigoia、Widigaz、Vidrik、Vidg、Verlandsson、Vidrīk、Viðga、Videke、Verlandsson、Vallandsson、Villandsson）は、ドイツの伝承やスカンディナヴィアのバラッドに登場する英雄。
スカンディナヴィアのバラッド、『シズレクのサガ』によればヴィデゲはディートリッヒ・フォン・ベルンに仕える12人の武将の筆頭となっている。
中世になると、ヴィテゲは鍛冶屋のヴェルンドとバドヒルドの息子と言うことになっている。のち、ヴェルンドの息子であるという設定は忘れ去られたが、ヴィテゲという人物の名は残った。また、父が作ったミーミングという名剣と、兜を贈られている。また、ヴィテゲの乗騎は、その時代で最も優れた馬、シェミンクである。

## 歴史的背景
ヴィテゲは、おそらくゴート族の英雄であったヴィディゴシャ、ウィティギス、オドアケルの伝説を土台にしていると考えられている。
ヨルダネスによれば、ヴィディゴシャはゴート族の武将であり、計略を用いてサルマタイを打ち破ったという。そのため、このヴィディゴシャがサルマタイに勝利したことをテーマとした叙事詩がゴート族の間で作られたという。また、ヴィテゲがたびたび裏切り者として扱われるのは、テオドリックを捨ててオドアケルに仕えたトゥーファの影響もあるのではないかと指摘されている。また、ヴィテゲのした最大の反逆であるラヴェンナの投降は、ベリサリウスの率いる小規模な軍隊に対しラヴェンナを明け渡したウィティギスに由来しているとも見ることができる。このウィティギスが540年におこなったラヴェンナの投降は、ゴート族にはたいそう不名誉であると考えられていたようである。

## シズレクのサガ
『シズレクのサガ』では、ハイメとヴィテゲの冒険について語る前に、ヴィテゲを鍛冶屋・ヴェルンドの息子であるというエピソードを挿入している。
ヴィテゲはたったの12歳でありながらすでに武器の扱いに優れていたため、戦士になることを決意する。家を出るまえ、ヴェルンドはヴィテゲに自らが制作した名剣ミームングと名馬スケミングを与えている。
それから、ヴィテゲは高名な戦士であるシズレク（ディートリッヒ・フォン・ベルン）を探す旅に出るが、その途中でヒルデブラントとハイメに出会う。このとき、ヒルデブラントはヴィテゲのことをドワーフではないかという印象を持っている。
ヴィテゲとヒルデブラントは友人となり、義兄弟となることを誓う。しかし、ヒルデブラントはこのとき、ヴィテゲのもつ名剣ミームングと自分の持つ普通の剣を取り替えている。これは、ヴィテゲがシズレクと戦うことがあった場合、シズレクを有利にするためである。
このあと、ヒルデブラントの試みが失敗し、ヴィテゲはシズレクに決闘を挑んでしまう。ヴィテゲとシズレクは、まず馬に乗って槍で戦うが、お互いの槍が砕けるまで馬上で戦い、それから武器を剣に持ち替えて徒歩で戦った。
決闘中、ヴィテゲの持っていた偽のミームングは折れてしまうが、シズレクは非武装のヴィテゲにトドメをさそうした。そのため、ヒルデブラントはヴィテゲにミームングを返したため、ヴィテゲは優勢となった。シズレクが劣勢に追い込まれたことにより、シズレクの父親により決闘の中止が求められた。しかし、激怒していたヴィテゲはシズレクを殺したいと考えていたため、戦いを続行しようとする。そのため、決闘はヒルデブラントが介入することでようやく止められた。シズレクとの決闘以降、ヴィテゲはシズレクの仲間となる。
スウェーデン王とアッティラ率いるフン族との間で戦争が起こったさい、アッティラはシズレクとその武将たちを援軍に呼び寄せた。スウェーデン軍が撤退するとき、ヴィテゲは捕虜となっており、地下牢に投獄されており、イルサンらによって解放されている。
シグルズと戦ったさい、シズレクはヴィテゲからミームングを借り受けている。この戦いでシグルズは、相手がミームングを使っていることに気づくと降伏してしまっている。

## ヴォルムスの薔薇園
『ヴォルムスの薔薇園』の薔薇園では、ヴィテゲはディートリッヒに率いる12人の英雄として、ブルグント族の12人の英雄たちと決闘する。
作中でヴィテゲは反抗的な性格に描かれており、二刀流の巨人・アスプリアーンと戦うように命じられると巨人に恐れをなして戦うことを拒否したうえ、自分にこのような命令をするのは自分が嫌われているからだとディートリッヒたちを非難している。結局、ヒルデブラントのとりなしによってヴィテゲは巨人と戦い、これに勝利している。